# Chiriquí (Volk)
Die Chiriquí waren ein Volk im westlichen Panama, deren Kultur vor allem durch verschiedene Grabfunde bekannt geworden ist.

## Kultur und Geschichte
Seit dem 3. Jahrhundert v. Chr. sind die Chiriquí anhand ihrer Keramik archäologisch nachweisbar. Wohnbauten sind nicht erhalten. In ihren Gräbern fanden sich feine Goldfiguren, Tumbaga-Schmuck, bemalte Keramiken sowie jaguarförmige Steine. Mit diesen Produkten führten sie Handel bis nach Yucatán. Ab etwa 1000 n. Chr. wurden die Chiriquí durch die aus dem Gebiet des heutigen Kolumbien eindringenden Chibcha bedrängt. Das Volk ging wahrscheinlich zum Ende des 19. Jahrhunderts unter.